# Turnera aromatica
Turnera aromatica är en passionsblomsväxtart som beskrevs av M.M. Arbo. Turnera aromatica ingår i släktet Turnera och familjen passionsblomsväxter. Inga underarter finns listade i Catalogue of Life.